# Coupe d'Italie de football 1996-1997
Navigation
Coupe d'Italie 1995-1996 Coupe d'Italie 1997-1998
La Coupe d'Italie de football 1996-1997, est la 50e édition de la Coupe d'Italie.

## Compétition
Au premier tour 32 équipes sont appairées par tirage au sort et ne jouent qu'un seul match. Les 16 vainqueurs sont rejoints par seize équipes de Serie A pour disputer le deuxième tour avec la même formule, sauf qu'en cas de match nul un match retour est organisé. Les seize vainqueurs disputent ensuite un huitième de finale également sur un seul match, sauf en cas de match nul un autre match a lieu. À partir des quarts de finale jusqu'à la finale, les rencontres se jouent en match aller et retour.

### Quarts de finale
En cas d'égalité, la règle du but à l'extérieur est appliquée, si l'égalité est parfaite, une séance de tirs au but aura lieu.
| Équipe    | Aller | Total | Retour | Équipe      |
| --------- | ----- | ----- | ------ | ----------- |
| AC Milan  | 1 - 1 | 1 - 1 | 0 - 0  | Vicence     |
| Cremonese | 1 - 3 | 2 - 5 | 1 - 2  | Bologne     |
| Naples    | 1 - 0 | 2 - 1 | 1 - 1  | SS Lazio    |
| Juventus  | 0 - 3 | 1 - 4 | 1 - 1  | Inter Milan |

### Demi-finales
Les matchs des demi-finales se déroulent entre le 29 janvier et le 26 février 1997.
| Équipe      | Aller | Total           | Retour | Équipe  |
| ----------- | ----- | --------------- | ------ | ------- |
| Vicence     | 1 - 0 | 2 - 1           | 1 - 1  | Bologne |
| Inter Milan | 1 - 1 | 2 - 2 (tab 3-5) | 1 - 1  | Naples  |

### Finales
| Finale aller | Naples | 1 - 0   | Vicence | Stade San Paolo, Naples     |                             |
| 8 mai 1997   |        | (1 - 0) |         | Arbitrage : Piero Ceccarini | Arbitrage : Piero Ceccarini |

---
| Finale retour | Vicence | 3 - 0   | Naples | Stade Romeo-Menti, Vicence  |                             |
| 29 mai 1997   |         | (1 - 0) |        | Arbitrage : Stefano Braschi | Arbitrage : Stefano Braschi |

Le Vicence Calcio remporte sa première coupe d'Italie.